# Tablice rejestracyjne w Polsce

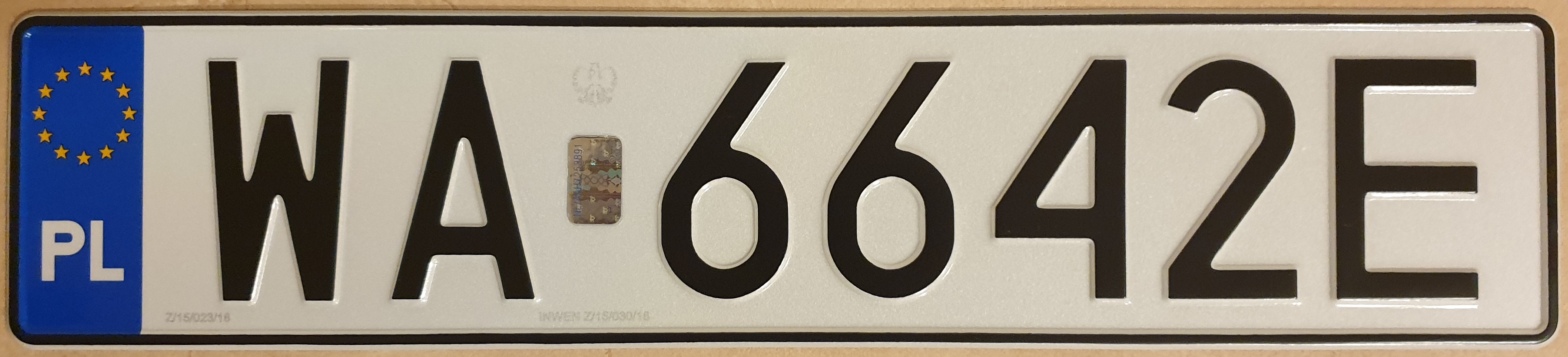
Tablica rejestracyjna zwyczajna używana w Polsce – wzór wydawany od 1 stycznia 2018 (wersja z nadrukami laserowymi wydawana od 10 lipca 2020)

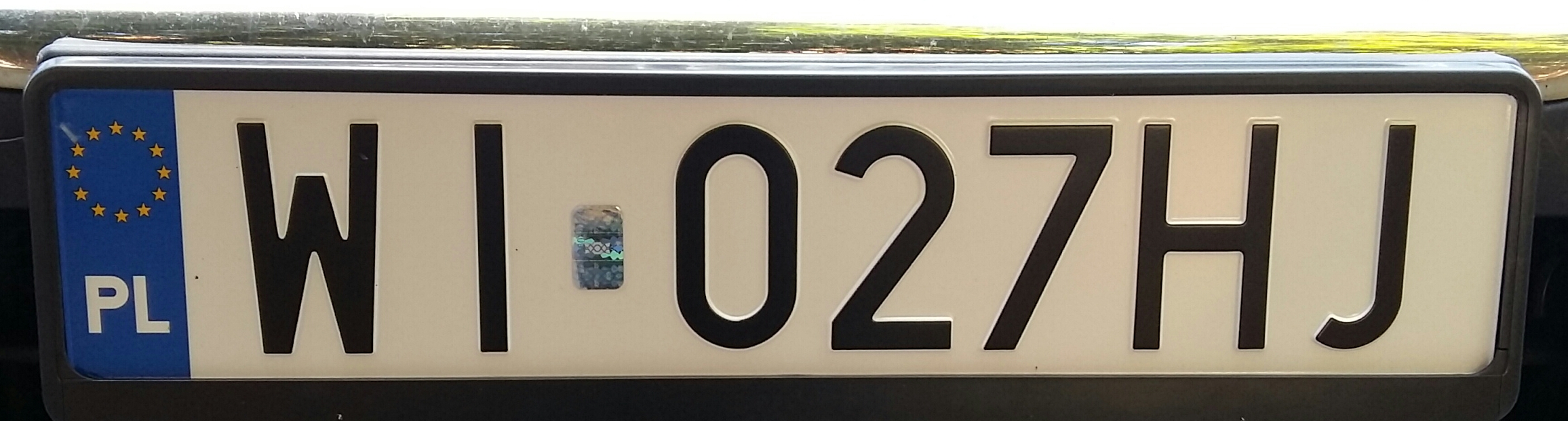
Tablica rejestracyjna zwyczajna używana w Polsce – wzór wydawany od 1 stycznia 2018 (wymiana zwężonych wyróżników powiatu trwała do 30 czerwca 2018) (wersja bez nadruków laserowych, wydawana do 9 lipca 2020)

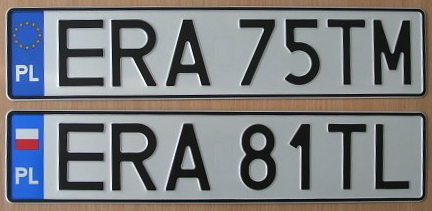
Tablice rejestracyjne zwyczajne używane w Polsce (w tym przypadku z powiatu radomszczańskiego)
u góry: wzór wydawany od 1 maja 2006 do 31 grudnia 2017
u dołu: wydawane od 1 maja 2000 do 30 kwietnia 2006

Oznaczenia tablic rejestracyjnych według województw

Polskie tablice rejestracyjne – tablice rejestracyjne używane w Polsce. Obecny system został wprowadzony 31 marca 2000, po reformie podziału administracyjnego kraju w 1999, a w użyciu jest od 1 maja 2000. Zastąpił tablice starszego typu, czarne z białymi znakami.
Obowiązujący od 4 września 2022 wzór tablic określa rozporządzenie Ministra Infrastruktury z dnia 31 sierpnia 2022 w sprawie rejestracji i oznaczania pojazdów, wymagań dla tablic rejestracyjnych oraz wzorów innych dokumentów związanych z rejestracją pojazdów. Od 30 listopada 2024 r. aktem prawa powszechnie obowiązującego w zakresie wzorów tablic rejestracyjnych w Polsce jest Rozporządzenie Ministra Infrastruktury z dnia 8 listopada 2024 r. w sprawie rejestracji i oznaczania pojazdów, wymagań dla tablic rejestracyjnych oraz wzorów innych dokumentów związanych z rejestracją pojazdów.

## Opis systemu tablic rejestracyjnych w Polsce

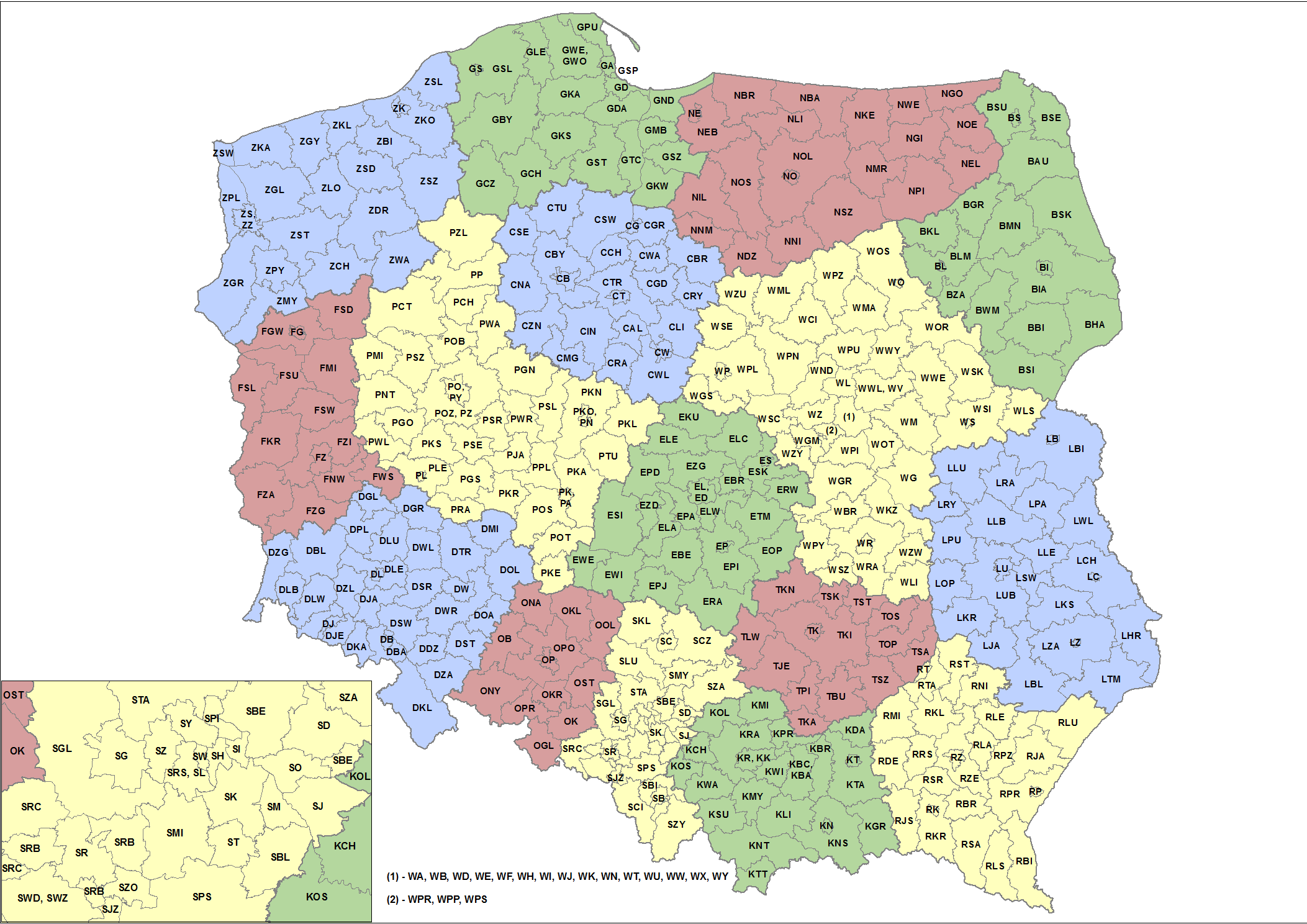
Oznaczenia tablic rejestracyjnych według powiatów

Wyróżnia się dziewięć rodzajów tablic rejestracyjnych:
- zwyczajne
- indywidualne
- zabytkowe
- dla pojazdów o napędzie elektrycznym lub wodorowym
- tymczasowe
- tymczasowe badawcze (wydawane do 10 lipca 2019 roku)
- tymczasowe dla samochodu osobowego przeznaczonego do zawodów sportowych
- profesjonalne
- dyplomatyczne

Jedna, dwie lub trzy pierwsze litery tworzą wyróżnik miejsca. Pierwsza litera oznacza województwo. Jedna lub dwie następne – powiat albo miasto na prawach powiatu, albo dzielnicę Warszawy, ale istnieją odstępstwa od tej reguły. Po wyróżniku powiatu (a w przypadku tablic samochodowych zmniejszonych – województwa) następuje wyróżnik pojazdu. Nie można w nim jednak stosować liter B, D, I, O, Z, zbyt podobnych do cyfr 8, 0, 1, 0, 2. Według rozporządzenia z 22 lipca 2002, litery M i W mają nieco inne kształty niż poprzednio.
Pod koniec 2003 roku nowe tablice miała już ponad połowa pojazdów poruszających się po polskich drogach. Tablice wz. 1976 tracą ważność po zmianie właściciela pojazdu wyposażonego w takie tablice, zmianie miejsca zamieszkania właściciela lub sprzedaży pojazdu do innego powiatu. Nie ma jednak terminu ani obowiązku zmiany tablic na białe.
Niektóre powiaty, a także miasta na prawach powiatu, stosują rejonizację tablic. Zdaniem niektórych pasjonatów tablic jest to najlepszy sposób na wykorzystywanie pojemności rejestracyjnej, ułatwia także rejestrowanie pojazdów.
Dla oznaczenia poszczególnych typów pojazdów używa się następujących typów tablic:
- dla samochodu – dwóch tablic samochodowych jednorzędowych lub jednej samochodowej jednorzędowej i jednej samochodowej dwurzędowej (zgodnie z przepisami tablicę dwurzędową zakłada się jako tylną)
- dla przyczepy do samochodu lub ciągnika rolniczego – jednej tablicy samochodowej jedno- lub dwurzędowej
- dla motocykla – jednej tablicy motocyklowej
- dla ciągnika rolniczego – jednej tablicy motocyklowej lub samochodowej jednorzędowej, jeżeli ciągnik posiada warunki konstrukcyjne do umieszczenia takiej tablicy
- dla motoroweru – jednej tablicy motorowerowej[a]

Na wniosek użytkownika wydaje się także dodatkową jednorzędową tablicę rejestracyjną dla samochodu, którą mocuje się do bagażnika rowerowego, jeżeli zasłania on tablicę umieszczoną z tyłu samochodu.
1 maja 2006 roku wprowadzono unijny wzór tablic rejestracyjnych (Euroband), gdzie 12 gwiazdek Unii Europejskiej zastąpiło polską flagę. Istnieje możliwość wymiany tablic z polską flagą na tablice z gwiazdkami UE przy zachowaniu starego numeru. W niektórych powiatach, m.in. w powiecie łaskim, zdarzyły się przypadki, gdzie tablice z flagą były wydawane aż do roku 2007, np. z powodu posiadanego zapasu tablic surowych lub niewydanych numerów wytłoczonych jeszcze na tablicach z flagą.
Od 1 lipca 2018 roku do oznaczania pojazdów silnikowych posiadających zmniejszone wymiary miejsca konstrukcyjnie przeznaczonego do umieszczenia tablicy rejestracyjnej, z wyłączeniem motocykli, ciągników rolniczych, pojazdów wolnobieżnych wchodzących w skład kolejki turystycznej i pojazdów rodzaju „samochodowy inny” stosuje się tablice jednorzędowe zmniejszone.
Od 11 lipca 2019 roku weszły do użycia tablice „profesjonalne” ze znakami w kolorze zielonym.
Od 1 stycznia 2020 roku dla pojazdów z silnikiem elektrycznym lub napędzanych wodorem wydaje się tablice z jasnozielonym tłem.
Od 10 lipca 2020 roku na tablicach umieszcza się elementy naniesione techniką laserową, stanowiące dodatkowe zabezpieczenie tablicy przed fałszerstwem.
Od 1 grudnia 2024 roku wydaje się tablice tymczasowe dla samochodu osobowego przeznaczonego do zawodów sportowych.

## Dodatkowe elementy rejestracji pojazdu

### Nalepki

#### Obowiązujące

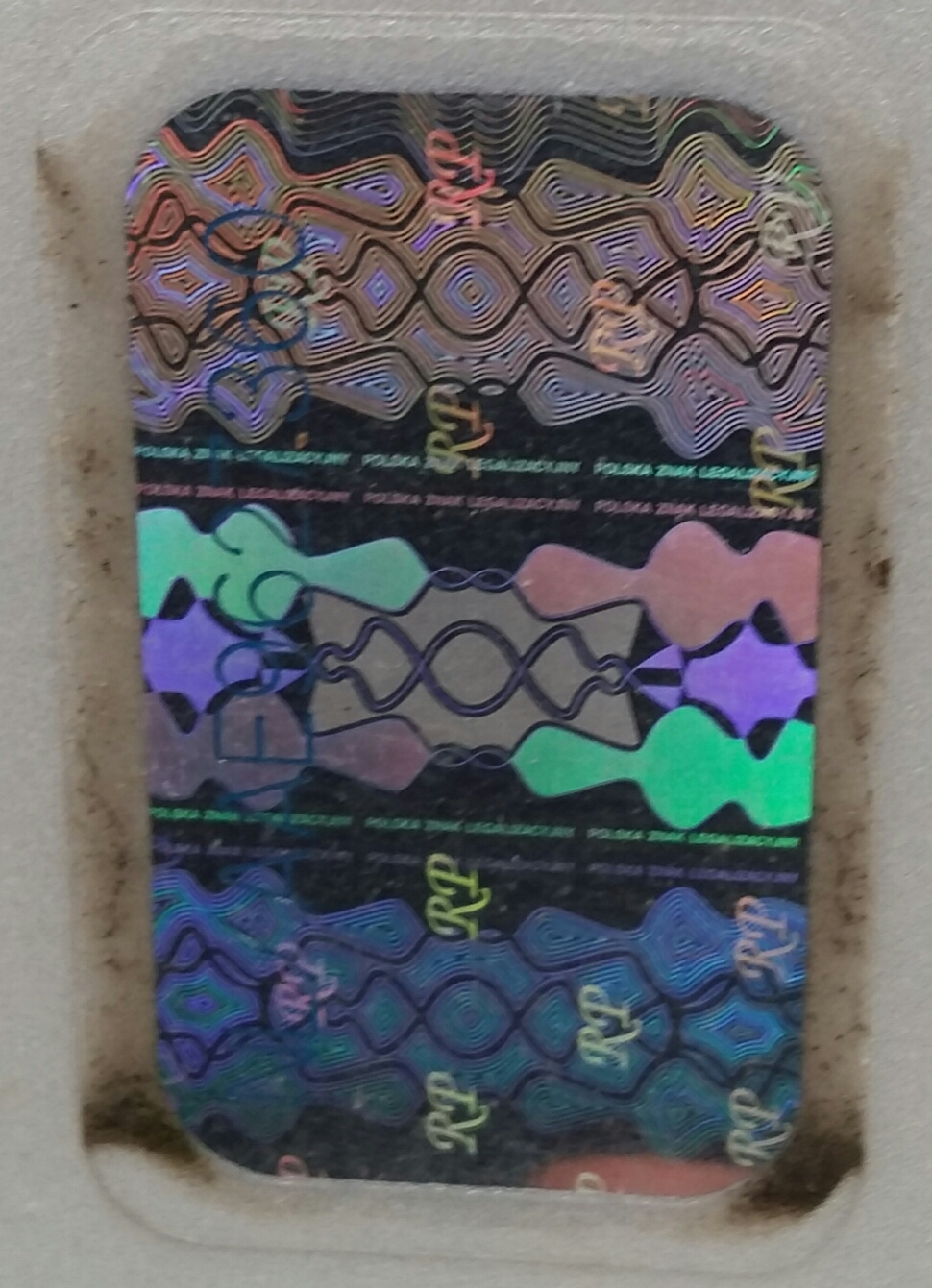
Nalepka legalizacyjna na zwyczajnej tablicy rejestracyjnej samochodowej

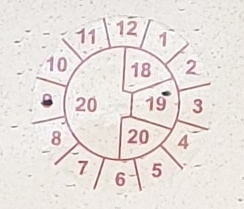
Nalepka ważności tablicy rejestracyjnej tymczasowej (wzór obowiązujący od września 2006 r.)

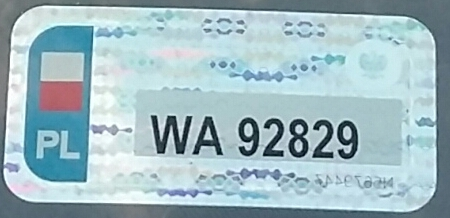
Nalepka kontrolna do tablicy rejestracyjnej samochodowej zwyczajnej

Nalepka legalizacyjna składa się z 3 części: 2 hologramowych nalepek naklejanych na tablice (30 × 20 mm) oraz jednej, wklejanej do dowodu rejestracyjnego (30 × 10 mm). Jeżeli pojazd ma tylko jedną tablicę, drugą nalepkę na tablicę umieszcza się w dowodzie. Na wszystkich nalepkach znajduje się taki sam numer legalizacyjny. Napis na nalepce ma postać NL/ następnie 3 litery i 7 cyfr. Nalepki legalizacyjne umieszcza się na wszystkich tablicach, oprócz tymczasowych, pomiędzy wyróżnikiem miejsca a wyróżnikiem pojazdu. Nalepka pojazdu elektrycznego posiada czerwony otok, a pojazdu napędzanego wodorem – żółty otok.
Nalepka ważności tablicy tymczasowej ma kształt koła (średnica – 44 mm). Do września 2002 była koloru czerwonego z żółtymi cyframi, natomiast od września 2002 jest przezroczysta, z czerwonymi cyframi. Na nalepce pośrodku znajdują się cyfry oznaczające rok, a po zewnętrznej stronie – liczby oznaczające miesiąc ważności tablicy. Nalepkę umieszcza się pomiędzy wyróżnikiem miejsca a wyróżnikiem pojazdu.

#### Zniesione
Nalepka kontrolna na szybę ma kształt prostokąta (50 × 100 mm). Nalepka była wydawana do tablic zwyczajnych, indywidualnych i zabytkowych (tylko dla samochodów). Pełniła rolę trzeciej tablicy. Znajdują się na niej:
- numer rejestracyjny pojazdu
- litery „PL”
- flaga Polski

Właściciel pojazdu powinien był umieścić nalepkę kontrolną w prawym dolnym rogu przedniej szyby.
Pomimo że obowiązujące obecnie tablice rejestracyjne mają zamiast polskiej flagi 12 gwiazdek Unii Europejskiej, to wzoru nalepki nie zmieniono – znajdowała się na niej nadal polska flaga. Obowiązek umieszczania nalepki wygasł 4 września 2022 r..

### Elementy naniesione techniką laserową

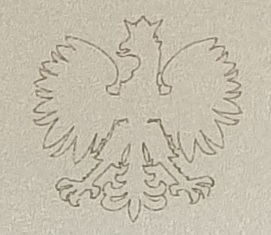
Wizerunek orła na polskiej tablicy rejestracyjnej

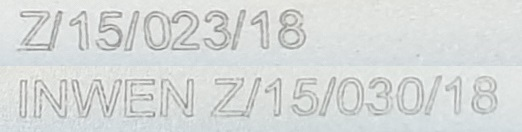
Oznaczenia certyfikatu producenta polskiej tablicy rejestracyjnej: u góry – bez wytłoczonego numeru rejestracyjnego, u dołu – z wytłoczonym numerem rejestracyjnym

Na tablicy rejestracyjnej techniką laserową nanosi się:
- oznaczenie miejsca na umieszczenie nalepki legalizacyjnej
- grafikę symbolu pojazdu zabytkowego (w przypadku tablicy rejestracyjnej zabytkowej jednorzędowej zmniejszonej oraz tablicy rejestracyjnej motorowerowej)
- obrys wizerunku orła z godła państwowego
- nazwę i numer certyfikatu producenta tablicy

Miejsca na umieszczenie nalepki legalizacyjnej nie oznacza się na tablicach tymczasowych, a obrysu wizerunku orła nie nanosi się na tablice tymczasowe i motorowerowe.
Od 4 września 2022 r., wraz z wprowadzeniem tablic rejestracyjnych zabytkowych zmniejszonych, na tablicy tego typu umieszcza się naniesiony techniką laserową symbol samochodu zabytkowego, który jest umieszczony tuż obok wyróżnika województwa.
Od 1 maja 2023 r., wraz z wprowadzeniem tablicy rejestracyjnej zabytkowej motorowerowej, na tablicy tego typu w jej prawym dolnym rogu umieszcza się naniesiony techniką laserową symbol motocykla zabytkowego.

## Wymiary tablic

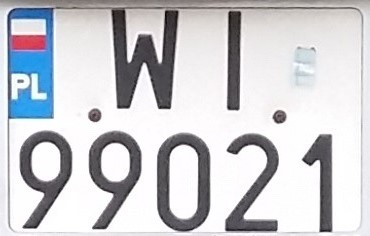
Dwurzędowa tablica rejestracyjna dla samochodów, wydana pomiędzy 2002 a 2006 rokiem (flaga Polski, nowy krój litery W)

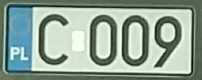
Tablica rejestracyjna zmniejszona zwyczajna – wzór wydawany od 1 lipca 2018

- samochodowe jednorzędowe – 520 × 114 mm
- samochodowe dwurzędowe – 305 × 214 mm
- samochodowe zmniejszone – 305 × 114 mm
- motocyklowe – 190 × 150 mm
- motorowerowe – 140 × 114 mm

## Zasoby numerów na tablicach zwyczajnych

### Tablice standardowe

#### Powiaty z wyróżnikiem dwuliterowym
- I zasób – 2 litery + 5 cyfr (od 00001 do 99999) – 99 999 kombinacji (np. XY 12345)
- II zasób – 2 litery + 4 cyfry (od 0001 do 9999) + 1 litera – 199 980 kombinacji (np. XY 1234A)
- III zasób – 2 litery + 3 cyfry (od 001 do 999) + 2 litery – 399 600 kombinacji (np. XY 123AB)
- IV zasób – 2 litery + 1 cyfra + 1 litera + 3 cyfry (od 001 do 999) – 179 820 kombinacji (np. XY 1A234)[11]; pierwszą cyfrą nie może być 0
- V zasób – 2 litery + 1 cyfra + 2 litery + 2 cyfry (od 01 do 99) – 356 400 kombinacji (np. XY 1AB23)[12]; pierwszą cyfrą nie może być 0

Łączna pojemność rejestracyjna – 1 235 799 kombinacji dla każdego z dwuliterowych wyróżników.
Powyższe zasoby są stosowane wyłącznie na tablicach samochodowych i przyczepowych.

#### Powiaty z wyróżnikiem trzyliterowym
- I zasób – 3 litery + 1 litera + 3 cyfry (od 001 do 999) – 19 980 kombinacji (np. XYZ A123)
- II zasób – 3 litery + 2 cyfry (od 01 do 99) + 2 litery – 39 600 kombinacji (np. XYZ 12AC)
- III zasób – 3 litery + 1 cyfra + 1 litera + 2 cyfry (od 01 do 99) – 17 820 kombinacji (np. XYZ 1A23); pierwszą cyfrą nie może być 0
- IV zasób – 3 litery + 2 cyfry (od 01 do 99) + 1 litera + 1 cyfra – 17 820 kombinacji (np. XYZ 12A3); ostatnią cyfrą nie może być 0
- V zasób – 3 litery + 1 cyfra + 2 litery + 1 cyfra – 32 400 kombinacji (np. XYZ 1AC2); żadną z cyfr nie może być 0
- VI zasób – 3 litery + 2 litery + 2 cyfry (od 01 do 99) – 39 600 kombinacji (np. XYZ AC12)
- VII zasób – 3 litery + 5 cyfr (od 00001 do 99999) – 99 999 kombinacji (np. XYZ 12345)
- VIII zasób – 3 litery + 4 cyfry (od 0001 do 9999) + 1 litera – 199 980 kombinacji (np. XYZ 1234A)
- IX zasób – 3 litery + 3 cyfry (od 001 do 999) + 2 litery – 399 600 kombinacji (np. XYZ 123AC)
- X zasób – 3 litery + 1 litera + 2 cyfry (od 01 do 99) + 1 litera – 39 600 kombinacji (np. XYZ A12C)
- XI zasób – 3 litery + 1 litera + 1 cyfra + 2 litery – 72 000 kombinacji (np. XYZ A1CE); cyfrą nie może być 0

Łączna pojemność rejestracyjna – 978 399 kombinacji dla każdego z trzyliterowych wyróżników. Oprócz tego niektóre powiaty wydawały oficjalnie nieprzewidziany zasób 3 litery + 3 cyfry + 1 litera (np. XYZ 123A).
Zasoby od I do VI są stosowane na wszystkich tablicach zwyczajnych, od VII do IX – wyłącznie na tablicach samochodowych i przyczepowych, a X i XI – wyłącznie na tablicach motocyklowych i motorowerowych.
Większość powiatów wydaje zasoby niezgodnie z kolejnością ich wymienienia w rozporządzeniu (najpierw I, potem II, III i tak dalej).

### Tablice zmniejszone
- I zasób – 1 litera + 3 cyfry (od 001 do 999) – 999 kombinacji (np. X 123)
- II zasób – 1 litera + 2 cyfry (od 01 do 99) + 1 litera – 1980 kombinacji (np. X 12A)
- III zasób – 1 litera + 1 cyfra + 1 litera + 1 cyfra – 1620 kombinacji (np. X 1A2); żadną z cyfr nie może być 0
- IV zasób – 1 litera + 1 litera + 2 cyfry (od 01 do 99) – 1980 kombinacji (np. X A12)
- V zasób – 1 litera + 1 cyfra + 2 litery – 3600 kombinacji (np. X 1AC); cyfrą nie może być 0
- VI zasób – 1 litera + 2 litery + 1 cyfra – 3600 kombinacji (np. X AC1); cyfrą nie może być 0
- VII zasób – 1 litera + 1 litera + 1 cyfra + 1 litera – 3600 kombinacji (np. X A1C); cyfrą nie może być 0

Łączna pojemność rejestracyjna – 17 379 kombinacji dla każdego wyróżnika województwa.

## Wyróżniki województw
Tablice zwyczajne i zabytkowe
- B – podlaskie
- C – kujawsko-pomorskie
- D, V – dolnośląskie
- E – łódzkie
- F – lubuskie
- G, X – pomorskie
- K, J – małopolskie
- L – lubelskie
- N – warmińsko-mazurskie
- O – opolskie
- P, M[13] – wielkopolskie
- R, Y – podkarpackie
- S, I – śląskie
- T – świętokrzyskie
- W, A – mazowieckie
- Z – zachodniopomorskie

Większość wyróżników województw znalazła zastosowanie w oznaczeniach operacyjnych samochodów Państwowej Straży Pożarnej.
Tablice tymczasowe i indywidualne
- B0–B9 – podlaskie
- C0–C9 – kujawsko-pomorskie
- D0–D9, V0-V9 – dolnośląskie
- E0–E9 – łódzkie
- F0–F9 – lubuskie
- G0–G9, X0-X9 – pomorskie
- K0–K9, J0-J9 – małopolskie
- L0–L9 – lubelskie
- N0–N9 – warmińsko-mazurskie
- O0–O9 – opolskie
- P0–P9, M0-M9 – wielkopolskie
- R0–R9, Y0-Y9 – podkarpackie
- S0–S9, I0-I9 – śląskie
- T0–T9 – świętokrzyskie
- W0–W9, A0-A9 – mazowieckie
- Z0–Z9 – zachodniopomorskie

## Wykaz tablic
Polskie tablice rejestracyjne

## Inne typy tablic

### Zwyczajne motocyklowe i motorowerowe

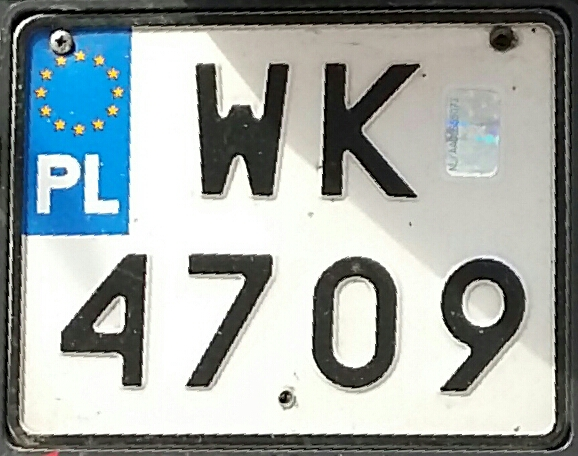
Tablica rejestracyjna motocyklowa

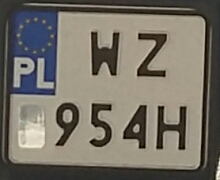
Tablica rejestracyjna motorowerowa

Tablice zwyczajne motocyklowe i motorowerowe w miastach na prawach powiatu mają 6 znaków, a w powiatach – 7 znaków. Zasoby numerów wyglądają następująco:
- Powiaty z wyróżnikiem dwuliterowym:
  - I zasób – 2 litery + 4 cyfry (od 0001 do 9999) – 9 999 kombinacji (np. XY 1234)
  - II zasób – 2 litery + 3 cyfry (od 001 do 999) + 1 litera – 19 980 kombinacji (np. XY 123A)
  - III zasób – 2 litery + 2 cyfry (od 01 do 99) + 1 litera + 1 cyfra – 17 820 kombinacji (np. XY 12A3); ostatnią cyfrą nie może być 0
  - IV zasób – 2 litery + 1 cyfra + 1 litera + 2 cyfry (od 01 do 99) – 17 820 kombinacji (np. XY 1A23); pierwszą cyfrą nie może być 0
  - V zasób – 2 litery + 1 litera + 3 cyfry (od 001 do 999) – 19 980 kombinacji (np. XY A123)
  - VI zasób – 2 litery + 2 cyfry (od 01 do 99) + 2 litery – 39 600 kombinacji (np. XY 12AC)
  - VII zasób – 2 litery + 1 cyfra + 2 litery + 1 cyfra – 32 400 kombinacji (np. XY 1AC2); żadną cyfrą nie może być 0
  - VIII zasób – 2 litery + 2 litery + 2 cyfry (od 01 do 99) – 39 600 kombinacji (np. XY AC12)

Zasoby od III do VIII stosuje się od 1 lipca 2018 roku.
- Powiaty z wyróżnikiem trzyliterowym:

Tak jak na tablicach samochodowych od I do VI zasobu oraz zasoby X i XI.
Do września 2002 na tablicach motorowerowych były dopuszczone tylko układy 2 litery + 4 cyfry i 3 litery + 1 litera + 3 cyfry.

### Tablice tymczasowe

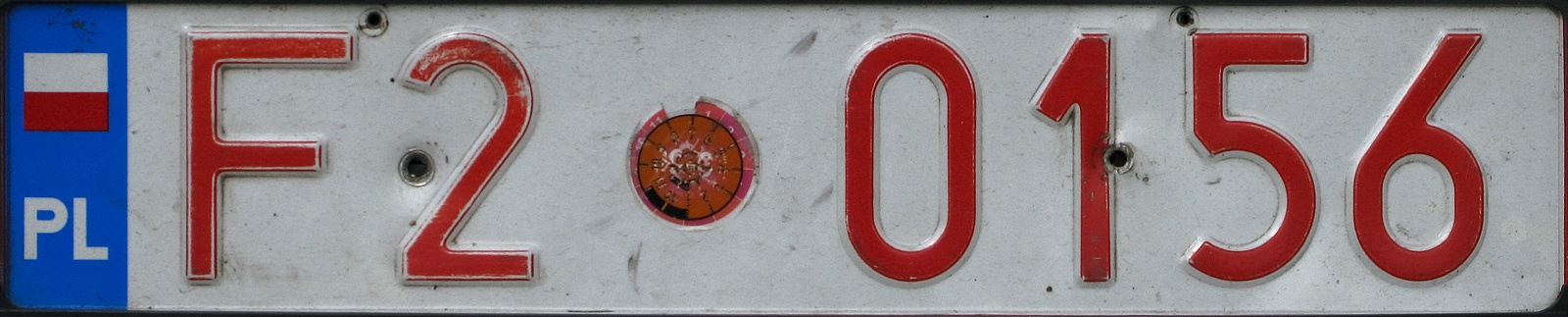
Tablica rejestracyjna tymczasowa (2000–2006)

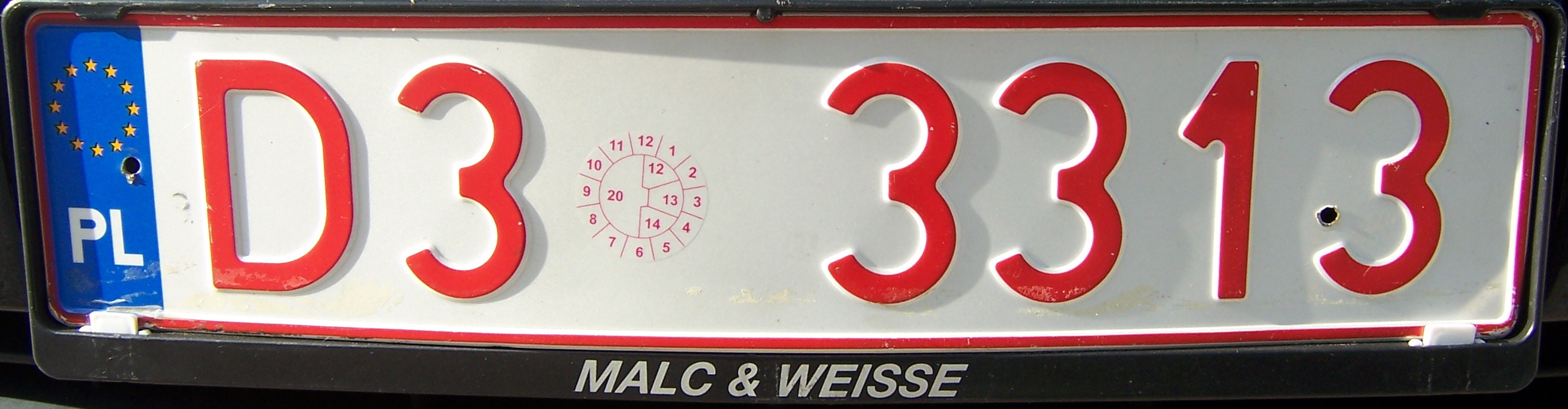
Tablica rejestracyjna tymczasowa od 2006

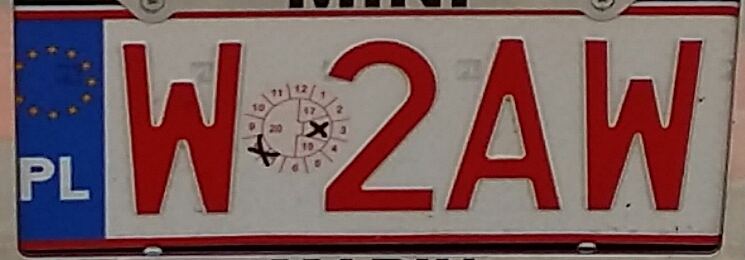
Tablica rejestracyjna tymczasowa zmniejszona – wzór wydawany od 1 lipca 2018

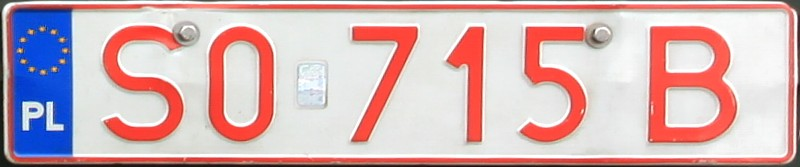
Tablica rejestracyjna tymczasowa badawcza

Tablice tymczasowe mają białe tło i czerwone znaki i są wydawane dla pojazdów rejestrowanych czasowo. Do września 2002 r. były obowiązkowe przy zmianie właściciela pojazdu. Obecnie wydaje się je tylko na wniosek właściciela. Tablice tymczasowe badawcze były wydawane do 11 lipca 2019 roku dla pojazdów testowanych, np. w celu badań homologacyjnych. Oprócz tablic badawczych pojazd musiał posiadać z przodu i z tyłu czerwone tabliczki z napisem Jazda próbna. Tablice tymczasowe dla samochodu osobowego przeznaczonego do zawodów sportowych mają żółte tło i czerwone znaki; mogą mieć wyłącznie wymiary tablic samochodowych zwyczajnych lub zmniejszonych. Na tablicach tymczasowych o standardowym wymiarze pierwsza litera i cyfra są wyróżnikiem województwa. Układ znaków może być dwojaki:
- I zasób – 1 litera + 1 cyfra + 4 cyfry (od 0001 do 9999)
- II zasób – 1 litera + 1 cyfra + 3 cyfry (od 001 do 999) + 1 litera; jeżeli litera B – tablice badawcze, w tym przypadku litera jest oddzielona spacją)

W przypadku tablic samochodowych zmniejszonych stosuje się ten sam zestaw znaków, co na tablicach zwyczajnych.

### Tablice profesjonalne

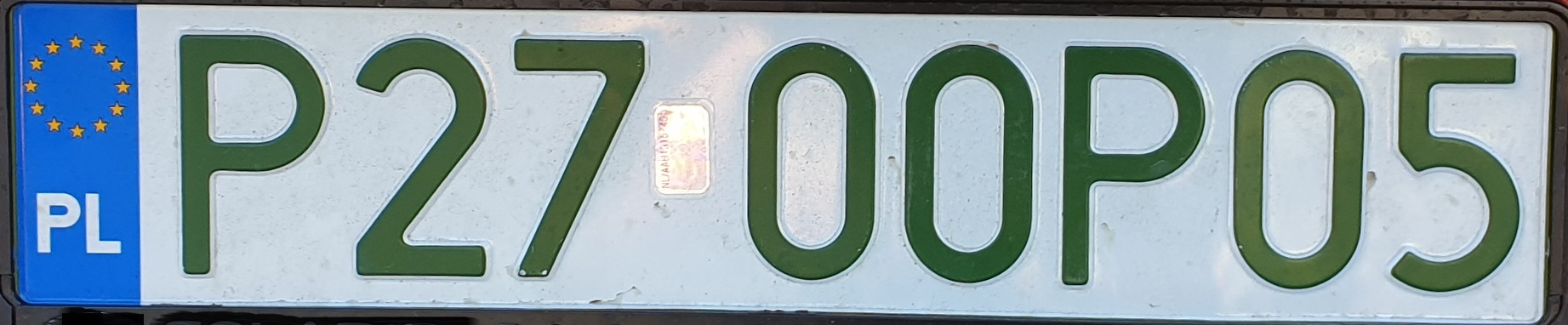
Tablica rejestracyjna profesjonalna jednorzędowa samochodowa

Od 11 lipca 2019 roku weszły do użytku tablice dla profesjonalistów: producentów pojazdów, ich sprzedawców lub jednostek badawczych testujących pojazdy. Instytucje takie mogą składać wnioski do urzędu o uznanie ich podmiotem uprawnionym do profesjonalnej rejestracji. Na tej podstawie mogą uzyskać potrzebną ilość kompletów tablic rejestracyjnych i blankietów dowodów rejestracyjnych. W zależności od potrzeb (jazdy próbne, testowe, promocyjne) tablice te mogą być zakładane w konkretnym czasie na kolejne pojazdy, dzięki czemu unika się potrzeby każdorazowego rejestrowania każdego z tych pojazdów w urzędzie od nowa.
Tablice profesjonalne mają rozmiar i krój czcionek jak na tablicach standardowych; są koloru białego, a litery i cyfry – w kolorze zielonym. Stosuje się następujące zasoby:
- I zasób – 1 litera i 2 cyfry (wyróżnik powiatu) + 2 cyfry (od 00 do 99) + litera P + 2 cyfry (od 01 do 99)
- II zasób – 1 litera i 2 cyfry (wyróżnik powiatu) + 2 cyfry (od 00 do 99) + litera P + 1 cyfra (od 1 do 9) + 1 litera

### Tablice dla pojazdów elektrycznych oraz napędzanych wodorem

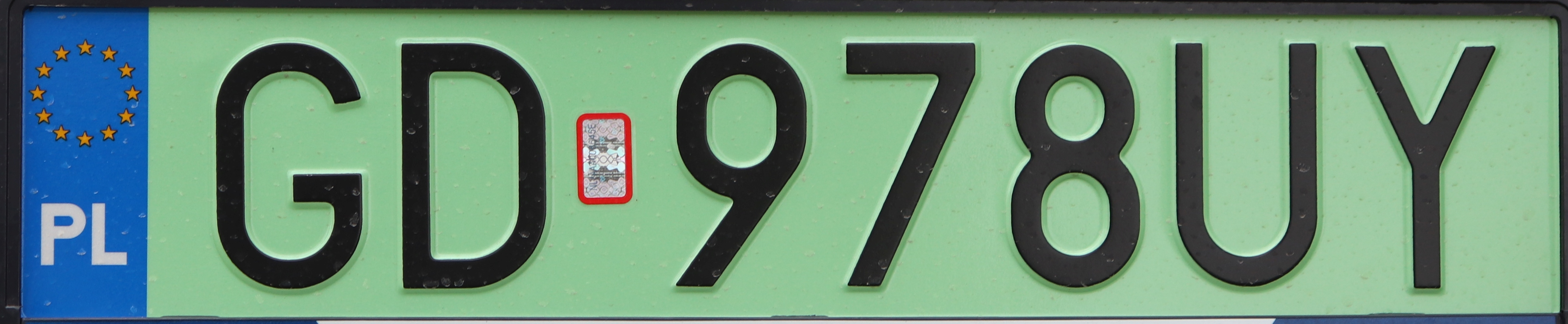
Tablica rejestracyjna dla pojazdu elektrycznego lub napędzanego wodorem, jednorzędowa, samochodowa. Wersja bez nadruków laserowych, wydawana do 9 lipca 2020.

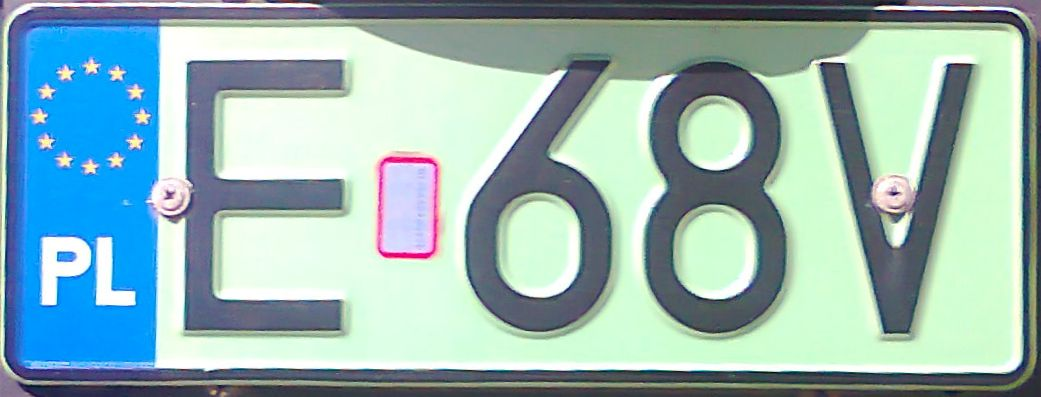
Tablica rejestracyjna samochodowa zmniejszona dla pojazdu elektrycznego lub napędzanego wodorem.

Tablice z jasnozielonym tłem i czarnymi znakami.
Tablice te są wydawane dla pojazdów, w których źródłem energii nie jest spalanie węglowodorów (tj. dla samochodów elektrycznych lub napędzanych wodorem). Mogą być wydawane dla samochodów (jako jedno- lub dwurzędowe albo zmniejszone), ciągników, motocykli i pojazdów pokrewnych oraz motorowerów – również jako tablice indywidualne (poza motorowerowymi). Nie przewiduje się dla nich odrębnych zasobów numeracyjnych. Posiadacz pojazdu elektrycznego, jeżeli wcześniej zarejestrował go z użyciem tablic zwyczajnych, może wnioskować o wydanie tablic o jasnozielonym tle, bez zmiany numeru rejestracyjnego.

### Tablice indywidualne

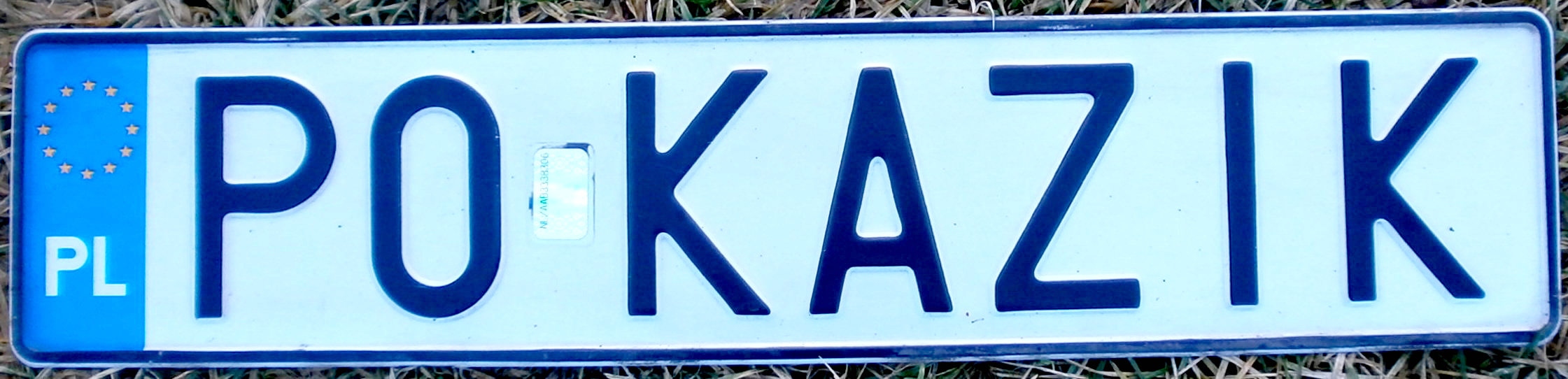
Tablica rejestracyjna indywidualna

Tablice indywidualne mogą być, za dopłatą, wydane na wniosek właściciela pojazdu, zamiast tablic zwyczajnych. Właściciel sam ustala treść wyróżnika pojazdu. Indywidualny wyróżnik pojazdu nie może zawierać treści obraźliwych lub niezgodnych z zasadami współżycia społecznego. Numer składa się z litery i cyfry oznaczających województwo oraz wyróżnika pojazdu w postaci 3, 4 lub 5 liter, z czego maksymalnie 2 ostatnie mogą być zastąpione cyframi. Czas oczekiwania na indywidualne tablice rejestracyjne wynosi 3 tygodnie.

### Tablice zabytkowe

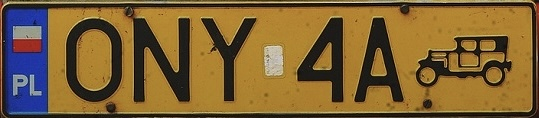
Tablica rejestracyjna zabytkowa (2000–2006)

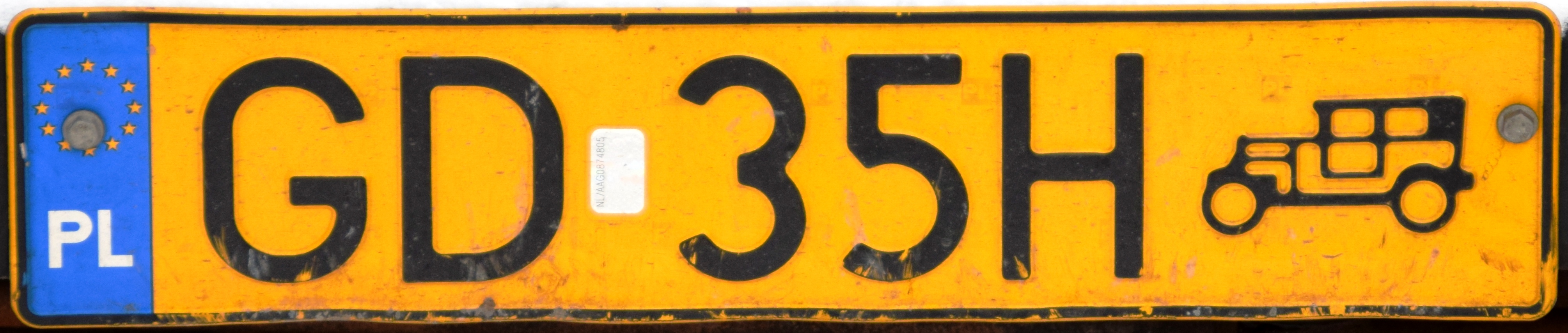
Tablica rejestracyjna zabytkowa (2006–2018)

Tablice zabytkowe są wydawane do samochodów, motocykli lub motorowerów, które mają ponad 25 lat, nie są produkowane od co najmniej 15 lat i są wpisane do rejestru dóbr kultury. Mogą również zostać wydane na młodszy pojazd prototypowy, który nie wszedł do produkcji seryjnej. Mają żółte tło, a po prawej stronie symbol pojazdu zabytkowego (samochodu lub motocykla). W powiecie kolbuszowskim zdarzyło się nawet, że wydano tablicę zabytkową na ciągnik z symbolem zabytkowego ciągnika, mimo że takie nie były przewidziane. Symbole pojazdów zabytkowych przeszły lifting w lutym 2010. Polegał on na zmniejszeniu ilości detali.
Na tablicach zabytkowych miejsce rejestracji jest oznaczane tak samo, jak na tablicach zwyczajnych. Na tablicach zabytkowych samochodowych niezmniejszonych, motocyklowych i motorowerowych numer może mieć postać:
- w powiatach z wyróżnikiem dwuliterowym:
  - 2 litery + 2 cyfry (od 01 do 99) + 1 litera
  - 2 litery + 3 cyfry (od 001 do 999)[18]
- w powiatach z wyróżnikiem trzyliterowym:
  - 3 litery + 1 cyfra + 1 litera; cyfrą nie może być 0
  - 3 litery + 2 cyfry (od 01 do 99)[18]
  - 3 litery + 1 litera + 1 cyfra; cyfrą nie może być 0[18]

W przypadku tablic samochodowych zmniejszonych stosuje się ten sam zestaw znaków, co na tablicach zwyczajnych.

### Tablice dyplomatyczne

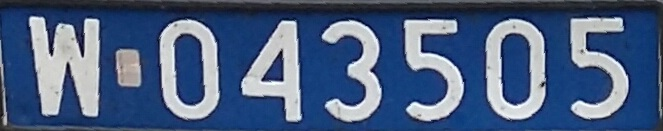
Tablica rejestracyjna pojazdu należącego do ambasady Wenezueli (kod 043), wydana pomiędzy 2000 a 2002 rokiem (dawny krój litery W)

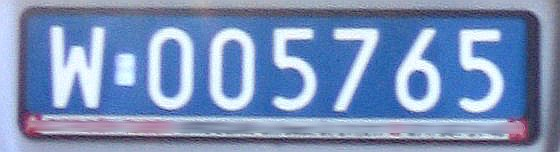
Tablica rejestracyjna pojazdu należącego do ambasady Niemiec (kod 005), wydana po 2002 roku (nowy krój litery W)

Tablice dyplomatyczne są wydawane dla pojazdów przedstawicielstw i misji dyplomatycznych i konsularnych państw obcych i organizacji międzynarodowych w Polsce oraz ich personelu, korzystających z przywilejów i immunitetów dyplomatycznych. Jako jedyne nie mają eurobandu. Ewidencję tych tablic prowadzi wojewoda mazowiecki. Numer składa się z litery oznaczającej województwo (w praktyce używana jest tylko W) i 6 cyfr, z których pierwsze 3 są wyróżnikiem państwa lub organizacji, następne 3 określają przeznaczenie pojazdu.
Kody na tablicach dyplomatycznych określające państwo lub organizację (pierwsza trójka cyfr):

- 001  Stany Zjednoczone
- 002  Wielka Brytania
- 003  Francja
- 004  Kanada
- 005  Niemcy
- 006  Holandia
- 007  Włochy
- 008  Austria
- 009  Japonia
- 010  Turcja
- 011  Belgia
- 012  Dania
- 013  Norwegia
- 014  Grecja
- 015  Australia
- 016  Algieria
- 017  Afganistan
- 018  Argentyna
- 019  Brazylia
- 020  Bangladesz (do 2002 roku)
- 021  Egipt
- 022  Ekwador
- 023  Finlandia
- 024  Hiszpania
- 025  Irak
- 026  Iran
- 027  Indie
- 028  Indonezja
- 029  Kolumbia
- 030  Malezja
- 031  Libia
- 032  Maroko
- 033  Meksyk
- 034  Nigeria
- 035  Pakistan
- 036  Portugalia
- 037  Palestyna
- 038  Syria
- 039  Szwecja
- 040  Szwajcaria
- 041  Tunezja
- 042  Tajlandia
- 043  Wenezuela
- 044  Urugwaj
- 045  Peru
- 046  Jemen
- 047  Kostaryka
- 048  Demokratyczna Republika Konga
- 049  Izrael
- 050  Nikaragua
- 051  Chile
- 052  Watykan
- 053  Korea Południowa
- 054 Przedstawicielstwo Komisji Wspólnot Europejskich
- 055  Irlandia
- 056 Bank Światowy
- 057 Międzynarodowy Fundusz Walutowy
- 058  Filipiny
- 059 Międzynarodowa Korporacja Finansowa
- 060  Południowa Afryka
- 061 Biuro Instytucji Demokratycznych i Praw Człowieka OBWE
- 062  Cypr
- 063  Kuwejt
- 064  Organizacja Narodów Zjednoczonych
- 065  Rosja
- 066  Słowacja (do 1990  NRD[19])
- 067  Czechy
- 068  Bułgaria
- 069  Węgry
- 070  Rumunia
- 071  Wietnam
- 072  Serbia
- 073  Korea Północna
- 074  Kuba
- 075  Albania
- 076  Chiny
- 077  Mongolia
- 078 Międzynarodowa Organizacja Pracy
- 079 Organizacja Kooperacyjna ds. Kolei
- 080 Klub Dyplomatyczny
- 081  Laos
- 082  Angola
- 083  Ukraina
- 084 Europejski Bank Odbudowy i Rozwoju
- 085  Litwa
- 086  Białoruś
- 087  Łotwa
- 088  Chorwacja
- 089  Liban
- 090  Słowenia
- 091  Gwatemala[wymaga weryfikacji?]
- 092  Estonia
- 093  Macedonia Północna
- 094  Mołdawia
- 095 Izrael (wydano jedną tablicę)
- 096  Armenia
- 097  Sri Lanka
- 098  Kazachstan
- 099  Arabia Saudyjska
- 100  Gruzja
- 101  Uzbekistan
- 102 Międzynarodowa Organizacja ds. Migracji
- 103  Nowa Zelandia
- 104  Azerbejdżan
- 105  Suwerenny Wojskowy Zakon Maltański
- 106  Kambodża
- 107 Frontex
- 108  Luksemburg
- 109  Bośnia i Hercegowina
- 110  Panama
- 111  Katar
- 112  Malta
- 113  Zjednoczone Emiraty Arabskie
- 114  Czarnogóra
- 115  Senegal
- 116  Bangladesz (od 2015 roku)
- 117  Rwanda
- 118  Islandia
- 119 Fundusz Narodów Zjednoczonych na rzecz Dzieci
- 120 Światowa Organizacja Zdrowia
- 121  Kosowo

Kody na tablicach dyplomatycznych określające przeznaczenie pojazdu (druga trójka cyfr):
- 001–199 – prywatne pojazdy personelu dyplomatycznego
- 200–299 – prywatne pojazdy attaché wojskowego
- 300–499 – prywatne pojazdy personelu niedyplomatycznego
- 500–501 – służbowy pojazd szefa misji
- 502–699 – służbowe pojazdy ambasady
- 700–799 – prywatne pojazdy personelu dyplomatycznego konsulatu generalnego
- 801 – służbowy pojazd konsula
- 800, 802–899 – służbowe pojazdy personelu dyplomatycznego konsulatu generalnego
- 900–999 – służbowe pojazdy konsulatu generalnego

### Tablice pojazdówSił Zbrojnych Rzeczypospolitej Polskiej

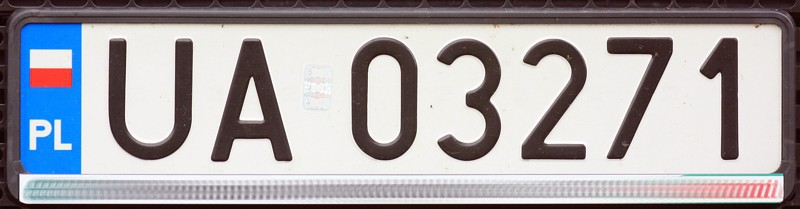
Tablica rejestracyjna wojskowa

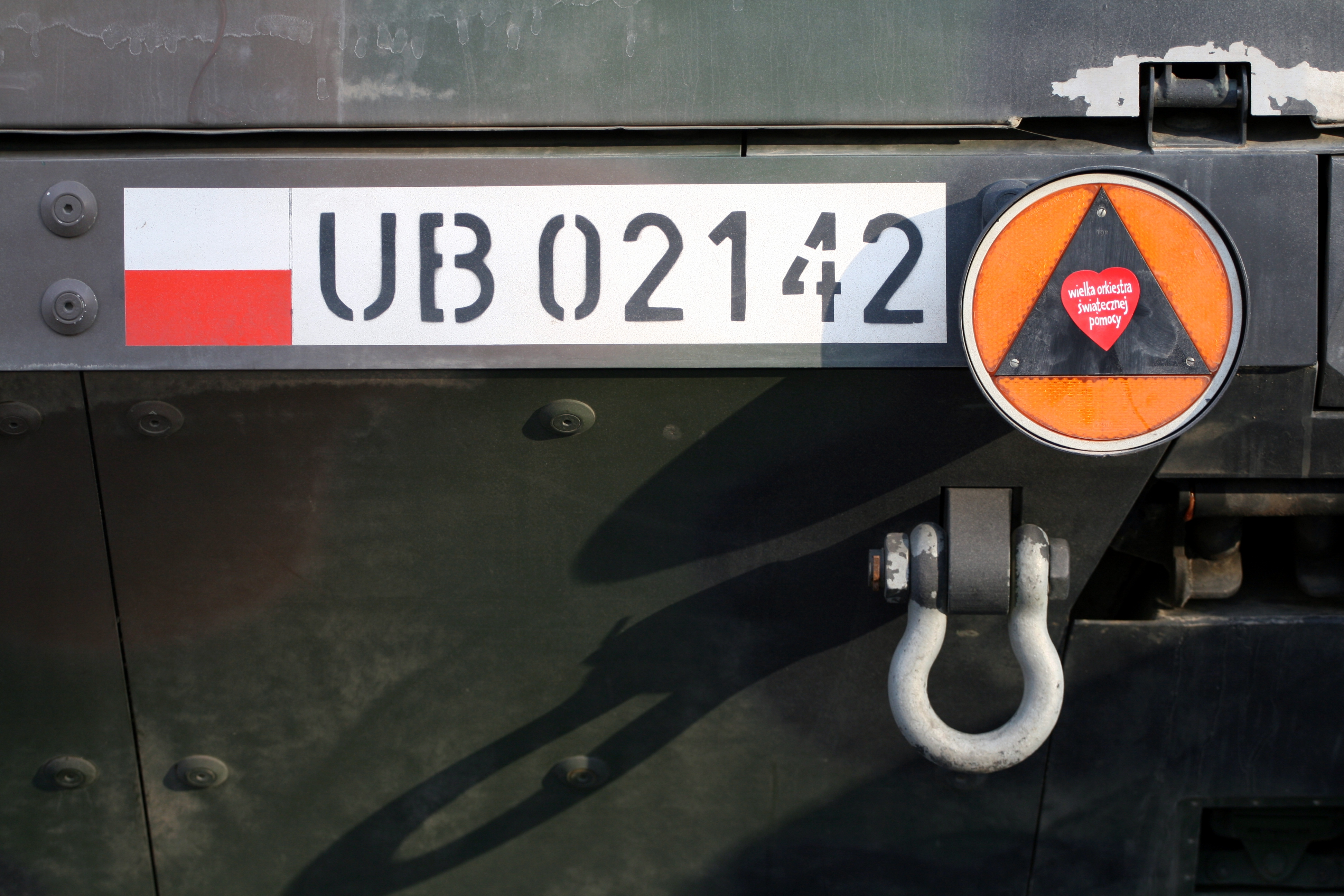
Tablica rejestracyjna wojskowa w postaci namalowanej na pojeździe

Rejestrację pojazdów Sił Zbrojnych Rzeczypospolitej Polskiej reguluje Rozporządzenie Ministra Obrony Narodowej z dnia 30 sierpnia 2023 r. w sprawie rejestracji pojazdów Sił Zbrojnych Rzeczypospolitej Polskiej oraz pojazdów należących do obcych sił zbrojnych przebywających na terytorium Rzeczypospolitej Polskiej na podstawie umów międzynarodowych. Na tablicach rejestracyjnych pojazdów wojskowych wyróżnik miejsca jest zastąpiony wyróżnikiem przeznaczenia pojazdu (tzw. wyróżnikiem służby). Pierwszą literą jest zawsze U, następna określa przeznaczenie pojazdu. Jako wyróżnik służby (druga litera) nie mogą być użyte litery O i U. Numer wojskowych pojazdów gąsienicowych, transporterów kołowych oraz samochodów opancerzonych może być wykonany bezpośrednio na pojeździe (namalowany lub wykonany jako naklejka).
Istnieją dwa zasoby, z których tworzone są numery pojazdów wojskowych:
- I zasób – dla pojazdów kołowych:
  - samochodowy – 2 litery (pierwsza U) + 5 cyfr (99 999 kombinacji)
  - motocyklowy – 2 litery (pierwsza U) + 4 cyfry, obowiązuje od 1 kwietnia 2005 (9 999 kombinacji)
- II zasób – 2 litery (pierwsza U) + 4 cyfry + litera T – dla pojazdów gąsienicowych

Wyróżniki służby na tablicach wojskowych (w latach 2000–2011):
Oznaczenia wyróżników służby nie są regulowane na podstawie prawa powszechnie obowiązującego - wyznacza je wojskowa jednostka organizacyjna do spraw rejestracji pojazdów.
- Zasób I:
  - UA – samochody osobowe, osobowo-terenowe oraz specjalne na podwoziu osobowym (osobowo-terenowym)
  - UB – transportery opancerzone
  - UC – samochody osobowo-ciężarowe (dostawcze)
  - UD – autobusy
  - UE – samochody ciężarowe i ciężarowo-terenowe o przeznaczeniu transportowym
  - UG – pojazdy specjalne na podwoziu ciężarowym (ciężarowo-terenowym)
  - UI – przyczepy transportowe
  - UJ – przyczepy specjalne
  - UK – motocykle
  - UL – pojazdy pobrane z zasobów gospodarki podczas mobilizacji, posiadające w czasie pokoju „cywilne” numery rejestracyjne - numer umieszczony bezpośrednio na pojeździe (naniesiony farbą w kolorze białym lub czarnym, kontrastującym z kolorem pojazdu); pojazd podczas eksploatacji przez wojsko zachowuje swoje oryginalne tablice rejestracyjne
- Zasób II:
  - UA ....T – czołgi
  - UC ....T – bojowe wozy piechoty
  - UE ....T – wozy zabezpieczenia technicznego
  - UF ....T – wyrzutnie rakiet
  - UG ....T – mosty czołgowe
  - UH ....T – działa samobieżne
  - UI ....T – wozy inżynieryjne
  - UJ ....T – wozy ewakuacji medycznej
  - UL ....T – wozy dowodzenia
  - UN ....T – samobieżne działa przeciwlotnicze
  - UR ....T – wozy rozpoznawcze

### Tablice instytucji strzegących bezpieczeństwa, porządku publicznego itp.

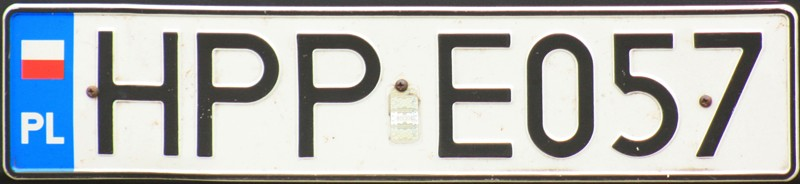
Tablica rejestracyjna Policji

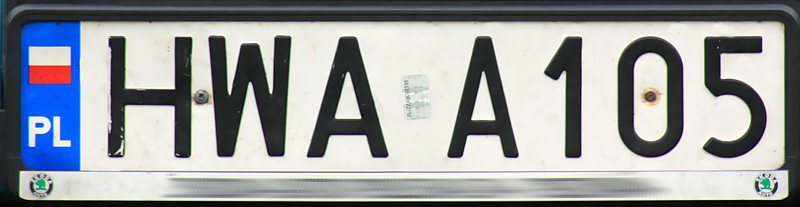
Tablica rejestracyjna Straży Granicznej

Na tablicach służb wyróżnik miejsca jest zastąpiony wyróżnikiem służby. Pierwszą literą jest zawsze H. Druga litera oznacza służbę lub urząd:
- HA – Centralne Biuro Antykorupcyjne
- HB – Służba Ochrony Państwa
- HC – Służba Celno-Skarbowa
- HK – Agencja Bezpieczeństwa Wewnętrznego i Agencja Wywiadu
- HM – Służba Kontrwywiadu Wojskowego i Służba Wywiadu Wojskowego
- HP – Policja
- HW – Straż Graniczna

Dawniej także:
- HC – Służba Celna[b]
- HS – Kontrola Skarbowa[b]

Trzecia litera oznacza:
- na tablicach pojazdów Policji – jednostkę rejestrującą
- na tablicach pojazdów Służby Celno-Skarbowej – izbę administracji skarbowej
- na tablicach pojazdów pozostałych służb – część wyróżnika pojazdu

Istnieją dwa zasoby, z których tworzone są numery pojazdów służb specjalnych:
- I zasób – 3 litery (pierwsza H) + 1 litera + 3 cyfry
- II zasób – 3 litery (pierwsza H) + 2 cyfry + 2 litery

Litery B, D, I, O, Z mogą być użyte jako seryjne.
Pojazdy nieoznakowane służb mogą mieć zamiast tablic specjalnych tablice zwyczajne.
Wyróżniki Policji:
- HPA Komenda Główna Policji
- HPB Komenda Wojewódzka Policji we Wrocławiu
- HPC Komenda Wojewódzka Policji w Bydgoszczy
- HPD Komenda Wojewódzka Policji w Lublinie
- HPE Komenda Wojewódzka Policji w Gorzowie Wielkopolskim
- HPF Komenda Wojewódzka Policji w Łodzi
- HPG Komenda Wojewódzka Policji w Krakowie
- HPH Komenda Wojewódzka Policji z siedzibą w Radomiu
- HPJ Komenda Wojewódzka Policji w Opolu
- HPK Komenda Wojewódzka w Rzeszowie
- HPL A001–C999, HPL 01AA–99CZ Akademia Policji w Szczytnie
- HPL D001–E999, HPL 01DA–99EZ Szkoła Policji w Pile
- HPL F001–G999, HPL 01FA–99GZ Szkoła Policji w Słupsku
- HPL H001–J999, HPL 01HA–99JZ Centrum Szkolenia Policji w Legionowie
- HPL K001–L999, HPL 01KA–99LZ Szkoła Policji w Katowicach
- HPM Komenda Wojewódzka Policji w Białymstoku
- HPN Komenda Wojewódzka Policji w Gdańsku
- HPP Komenda Wojewódzka Policji w Katowicach
- HPS Komenda Wojewódzka Policji w Kielcach
- HPT Komenda Wojewódzka Policji w Olsztynie
- HPU Komenda Wojewódzka Policji w Poznaniu
- HPW Komenda Wojewódzka policji w Szczecinie
- HPZ Komenda Stołeczna Policji

Wyróżniki Służby Celno-Skarbowej:
- HCA Izba Administracji Skarbowej w Olsztynie
- HCB Izba Administracji Skarbowej w Białymstoku
- HCC Izba Administracji Skarbowej w Lublinie
- HCD Izba Administracji Skarbowej w Rzeszowie
- HCE Izba Administracji Skarbowej w Krakowie
- HCF Izba Administracji Skarbowej w Katowicach
- HCG Izba Administracji Skarbowej we Wrocławiu
- HCH Izba Administracji Skarbowej w Zielonej Górze
- HCJ Izba Administracji Skarbowej w Szczecinie
- HCK Izba Administracji Skarbowej w Gdańsku
- HCL Izba Administracji Skarbowej w Warszawie
- HCM Izba Administracji Skarbowej w Bydgoszczy
- HCN Izba Administracji Skarbowej w Łodzi
- HCO Izba Administracji Skarbowej w Poznaniu
- HCP Izba Administracji Skarbowej w Opolu
- HCR Izba Administracji Skarbowej w Kielcach

Pojazdy należące do straży gminnych (miejskich):
Nie są specjalnie wyróżniane – mają standardowe tablice rejestracyjne.

## Układ znaków na tablicach dwurzędowych
Dwa rzędy znaków występują na tablicach o wymiarach 305 × 214 mm, wydawanych na samochody i przyczepy, oraz na wszystkich tablicach motocyklowych (w tym wydawanych na ciągniki rolnicze) o wymiarach 190 × 150 mm i motorowerowych o wymiarach 140 × 114 mm.
W niemal wszystkich przypadkach w górnym rzędzie umieszcza się wyróżnik miejsca (lub przeznaczenia pojazdu w przypadku tablic wojskowych albo służby w przypadku tablic dla instytucji strzegących bezpieczeństwa), a w dolnym – wyróżnik pojazdu. Wyjątek stanowią tablice dyplomatyczne, na których w górnym rzędzie umieszcza się wyróżnik miejsca i dwie pierwsze cyfry wyróżnika pojazdu, a w dolnym – pozostałe cyfry wyróżnika pojazdu.
Na tablicach dwurzędowych poza motorowerowymi nalepkę legalizacyjną lub nalepkę ważności tablicy tymczasowej umieszcza się w górnym rzędzie po prawej stronie znaków, a na tablicach motorowerowych – w dolnym rzędzie po lewej stronie znaków. Euroband na tablicach dwurzędowych umieszcza się w lewym górnym rogu.

## Krój znaków
Krój znaków alfanumerycznych został określony w Załączniku nr 12 do rozporządzenia Ministerstwa Infrastruktury z dnia 31 sierpnia 2022 w sprawie rejestracji i oznaczania pojazdów, wymagań dla tablic rejestracyjnych oraz wzorów innych dokumentów związanych z rejestracją pojazdów. W ramach kroju stosuje się następujące wzory:
- wzory liter i cyfr do tablic samochodowych – wysokość 80 mm, szerokość liter – do 47 mm[c], szerokość cyfr – do 43 mm[c], szerokość pokrycia barwnego znaku – 9 mm
- wzory liter i cyfr do tablic motocyklowych – wysokość 45 mm, szerokość liter i cyfr – do 28 mm[c], szerokość pokrycia barwnego znaku – 7 mm
- wzory liter i cyfr do tablic motorowerowych – wysokość 30 mm, szerokość liter – do 20 mm[c], szerokość cyfr – do 16 mm[c], szerokość pokrycia barwnego znaku – 5 mm

Do 30 czerwca 2018 r. stosowano w wyróżnionych poniżej przypadkach szerszy krój liter, określony w Załączniku nr 16 do rozporządzenia Ministerstwa Infrastruktury z dnia 11 grudnia 2017 w sprawie rejestracji i oznaczania pojazdów oraz wymagań dla tablic rejestracyjnych jako czcionka niezwężona. W ramach tego kroju stosowano następujące wzory:
- wzory liter z czcionką niezwężoną do tablic samochodowych – wysokość 80 mm, szerokość – do 54 mm[c], szerokość pokrycia barwnego znaku – 10 mm
- wzory liter z czcionką niezwężoną do tablic motocyklowych – wysokość 45 mm, szerokość – do 32 mm[c], szerokość pokrycia barwnego znaku – 7 mm

Wzory liter z czcionką niezwężoną były stosowane na:
- jedno- i dwurzędowych siedmioznakowych tablicach samochodowych i sześcioznakowych tablicach motocyklowych zwyczajnych – w wyróżniku miejsca
- dwurzędowych ośmioznakowych tablicach samochodowych zwyczajnych – w wyróżniku miejsca
- wszystkich tablicach tymczasowych, badawczych, zabytkowych, dyplomatycznych, wojskowych i dla służb strzegących bezpieczeństwa publicznego – w wyróżniku miejsca, przeznaczenia pojazdu lub służby
- pięcio- i sześcioznakowych tablicach indywidualnych – w obu wyróżnikach
- siedmioznakowych dwurzędowych tablicach indywidualnych (w tym motocyklowych) – w wyróżniku miejsca
- tablicach badawczych – w wyróżniku pojazdu

W opisanych powyżej przypadkach użycia czcionki niezwężonej zwykłe wzory liter były stosowane w wyróżniku pojazdu na wszystkich tablicach samochodowych i motocyklowych zwyczajnych, tymczasowych, zabytkowych i dla służb strzegących bezpieczeństwa publicznego.
Od 1 lipca 2018 r. produkuje się wyłącznie tablice ze zwykłymi (zwężonymi) wzorami liter. Tablice z czcionką niezwężoną mogły być wydawane do wyczerpania ich zapasów.
Polski krój znaków stosowany jest także na tablicach rejestracyjnych pojazdów rejestrowanych w Republice Tadżykistanu (od 2009 roku cyfry, od 2014 roku cyfry i litery).

## Odstępstwa od zasad oznaczania powiatów

### Miasta na prawach powiatu z wyróżnikami trzyliterowymi
- Jastrzębie-Zdrój – SJZ
- Piekary Śląskie – SPI
- Sopot – GSP
- Świnoujście – ZSW
- Żory – SZO

Wcześniej wyróżniki trzyliterowe miały też Konin (PKO) i Ruda Śląska (SRS), jednak w grudniu 2001 Konin dostał wyróżnik PN, a Ruda Śląska SL.

### Powiaty z wyróżnikami dwuliterowymi
- powiat brzeski – OB
- powiat kędzierzyńsko-kozielski – OK
- powiat pilski – PP
- powiat poznański – PZ
- powiat garwoliński – WG
- powiat legionowski – WL
- powiat miński – WM
- powiat wołomiński – WV
- powiat warszawski zachodni – WZ

### Powiaty i miasta na prawach powiatu uprawnione do wydawania dwóch lub więcej różnych wyróżników
- powiat białostocki (BIA, BIB[d])
- powiat bielski (SBI – na wszystkie rodzaje pojazdów, IBI – na pojazdy zabytkowe)
- powiat będziński (SBE – na wszystkie rodzaje pojazdów,  SE – na pojazdy zabytkowe, SBN[d])
- powiat bocheński (KBC, KBA[d])
- powiat bydgoski (CBY, CBC[d][21])
- powiat cieszyński (SCI – na wszystkie rodzaje pojazdów, SCN, ICI – na pojazdy zabytkowe)
- powiat grójecki (WGR – na wszystkie typy pojazdów, AGR – na pojazdy zabytkowe)
- powiat jasielski (RJS – na wszystkie typy pojazdów, YJS – na pojazdy zabytkowe)
- Kalisz (PK, PA[d])
- powiat kartuski (GKA – na wszystkie rodzaje pojazdów, GKY, GKZ – na pojazdy zabytkowe)
- powiat kielecki (TKI, TKC[d], TKM[d], TKP[d][21])
- Konin (PKO, PN)
- Kraków (KR – jedyny na wszystkie rodzaje pojazdów do 12 marca 2022, KK – początkowo na motocykle, ciągniki i motorowery (od 2015) oraz przyczepy (od 2020)[22], od 12 marca 2022 na wszystkie rodzaje pojazdów[23])
- powiat krakowski (KRA – na wszystkie rodzaje pojazdów, KRK – na pojazdy zabytkowe)
- powiat krośnieński (RKR – na wszystkie rodzaje pojazdów, YKR – na pojazdy zabytkowe)
- Łódź (EL – na wszystkie rodzaje pojazdów, ED – na motocykle, ciągniki i motorowery)
- powiat ostródzki (NOS – na wszystkie rodzaje pojazdów oprócz motorowerów zabytkowych, NOT – na motorowery zabytkowe, NOX[d][21])
- powiat piaseczyński (WPI – na wszystkie rodzaje pojazdów, WPA, WPW – na pojazdy zabytkowe, WPX[d])
- Poznań (PO – jedyny na wszystkie rodzaje pojazdów do 12 marca 2022, PY – początkowo na motocykle (od 2013), ciągniki (od 2015) i motorowery (od 2014), od 12 marca 2022 możliwy na wszystkie rodzaje pojazdów[23] – pierwsze takie tablice z tym wyróżnikiem wydano w lipcu 2022[24], PX[d][21])
- powiat poznański (PZ – na wszystkie rodzaje pojazdów oprócz motorowerów, POZ – na wszystkie rodzaje pojazdów, ale od wprowadzenia wyróżnika PZ tylko na motorowery i pojazdy zabytkowe – w połowie 2018 zasoby na pojazdy zabytkowe zostały wyczerpane)
- powiat pruszkowski (WPR – na wszystkie rodzaje pojazdów, WPP, WPS, APR – na pojazdy zabytkowe)
- Ruda Śląska (SRS – na wszystkie rodzaje pojazdów, ale od wprowadzenia wyróżnika SL tylko na przyczepy, motorowery i pojazdy zabytkowe, SL – na samochody, motocykle i ciągniki)
- powiat rzeszowski (RZE – na wszystkie rodzaje pojazdów, RZZ – na pojazdy zabytkowe, RZR[d])
- powiat starogardzki (GST – na wszystkie rodzaje pojazdów, XST – na pojazdy zabytkowe)
- Szczecin (ZS, ZZ[d])
- powiat tarnogórski (STA – na wszystkie rodzaje pojazdów, ITA – na pojazdy zabytkowe)
- powiat tarnowski (KTA – na wszystkie rodzaje pojazdów, JTA – na pojazdy zabytkowe)
- powiat turecki (PTU – na wszystkie rodzaje pojazdów, MTU – na motocykle i motorowery)
- powiat wadowicki (KWA – na wszystkie rodzaje pojazdów, JWA – na pojazdy zabytkowe)
- powiat wałbrzyski (DBA, DB – tylko w latach 2003–2012 kiedy Wałbrzych wchodził w skład powiatu[25])
- powiat wejherowski (GWE – na wszystkie rodzaje pojazdów, GWO – na pojazdy zabytkowe)
- powiat wodzisławski (SWD, SWZ[d])
- powiat wołomiński (WWL – na wszystkie rodzaje pojazdów, WV – na pojazdy zabytkowe)
- Wrocław (DW – na wszystkie rodzaje pojazdów, DX – początkowo na motocykle i motorowery, od 09.05.2024 na wszystkie typy pojazdów[26])
- powiat wrocławski (DWR – na wszystkie rodzaje pojazdów, VWR – na pojazdy zabytkowe)[e]

### Tablice rejestracyjne Warszawy
Źródło:
| | Tablice samochodowe zwyczajne i tymczasowe | Tablice samochodowe zwyczajne i tymczasowe | Tablice samochodowe zwyczajne i tymczasowe                                       | Tablice zwyczajne                                    | Tablice zwyczajne                                                                                                  | Tablice zwyczajne                  | Tablice zwyczajne                                                                                | Tablice zabytkowe                                      | Tablice zabytkowe  | Wszystkie wykorzystywane wyróżniki dwuliterowe |
| przyznane wyróżniki | obecnie wydawany zasób | wyróżniki tablic zmniejszonych             | dla przyczep                                                                     | dla motocykli                                        | dla ciągników | motorowerowe                       | samochodowe                                                                                      | motocyklowe                                            |                    | Wszystkie wykorzystywane wyróżniki dwuliterowe |
| --- | --- | ------------------------------------------ | -------------------------------------------------------------------------------- | ---------------------------------------------------- | --- | ---------------------------------- | ------------------------------------------------------------------------------------------------ | ------------------------------------------------------ | ------------------ | ---------------------------------------------- |
| Bemowo | WB W8 0001–7000 | III I                                      | W G.., W 1GF–9GY, W 1HK–9HM, W 601–620, A ..C W 1GA–9GE                          | WB ...A*                                             | WA 0001–5000, WJ 7001–9000, WB ...E, WB …F, WB ...G                                                                | WB ...A                            | WA 0001–1250, WJ 2001–3000, WJ 3001–3023, WB ...C                                                | WA ..Y, WA ..X, WA ..V                                 | WA ..A             | WA, WB, WJ                                     |
| Białołęka | WA W1 ...A – W4 ...A, W0 ...X – W8 ...X, W7 ...Y | II II                                      | W A.., W A.*, W 1AF–9AH, W 1KF–9KH, A ..A W 1AA–9AE                              | WA ...A*                                             | WA 5001–9000, WW 2001–4000, WA ...E, WA ...G, WA ...H, WA ...J                                                     | WA ...A                            | WA 5001–6175, WA 9001–9999, WA ...F                                                              | WB ..Y, WB ..V, WA ..C                                 | WB ..A             | WA, WB, WW                                     |
| Bielany | WD W7 0001–7000 | II I                                       | W C.., W 1CF–9CH, W 1CK–9CY, W 571–600, A 01G–99H W 1CA–9CE                      | WD ...A*                                             | WB 0001–3500, WW 0001–2000, WD ...E, WD ...F                                                                       | WD ...A                            | WB 1001–2750, WB 3501–5000                                                                       | WD ..Y, WD ..X, WD ..E                                 | WD ..A             | WB, WD, WW                                     |
| Mokotów | WE W1, W2 0001–2000 | V I                                        | W E.., W E.*, W 1EF–9EY, W NN1–NS9, W EX1–EY9, W 871–900, A ..E, A ..M W 1EA–9EE | WE ...A*                                             | WB 5001–9999, WI 0001–5000, WE ...E, WE ...G, WE ...H, WE ...M                                                     | WE ...A, WE ...C                   | WB 5001–7425, WJ 0001–1250, WJ 1401–2000, WE ...J, WE ...L, WE ...K                              | WE ..Y, WE ..V, WE ..L, WE ..S, WE ..U, WE ..X, WE ..G | WE ..A             | WB, WE, WI, WJ                                 |
| Ochota | WU W3 | II I                                       | W U.., W U1A–U9M, W 1UF–9UL, W 441–460, A ..U W 1UA–9UE                          | WU ...P*                                             | WD 0001–4000, WD 4701–5000, WU 3001–4000, WU 9001–9999                                                             | WU ...A                            | WD 0001–0900, WD 4001–4700, WU 4001–5000                                                         | WN ..Y, WN ..W, WN ..V, WU ..C                         | WN ..A             | WD, WN, WU                                     |
| Praga-Południe | WF W4 | II I                                       | W F.., W F1A–F9F, W F1H–F8Y, W 1WK–9WM, A ..F, A 1CK–9CV W 1FA–9FE               | WF ...A*                                             | WE 0001–5000, WU 5001–9000, WF ...E, WF ...F                                                                       | WF ...A, WF ...C, WF ...G          | WE 0001–1800, WJ 4001–7000                                                                       | WH ..Y, WH ..V, WH ..S, WH ..W                         | WH ..A             | WE, WF, WH, WJ, WU                             |
| Praga-Północ | WH W6 0001–5000 | II I                                       | W H.., W H1N–H9Y W 1HA–9HE                                                       | WH ...A*                                             | WE 5001–6100, WE 8001–9999, WH ...C                                                                                | WH ...A                            | WE 5001–8000                                                                                     | WI ..Y                                                 | WI ..A             | WE, WH, WI                                     |
| Rembertów | WW ....A, WW ....C, WW ....E, WW ....X, WW ....Y, WW ...AJ–WW ...AM W7 7001–9000                                                                                  | III I                                      | W R.., W GX1–GY9, A ..R W 1RA–9RE                                                | WW ...A*                                             | WY 2001–4000, WW 6001–7000                                                                                         | WW ...A                            | WY 2001–2440, WY 4001–5000                                                                       | WY ..X, WY ..U, WW ..G                                 | WY ..C             | WW, WY                                         |
| Śródmieście | WI W0 | III I                                      | W S.., W S.*., W 1SF–9SM, W 1LJ–9LM, W J1N–J9P, W MN1–MR9, A ..L W 1SA–9SE       | WI ...A*                                             | WD 5001–8100, WD 8201–8600, WD 8801–9000, WD 9101–9300, WD 9401–9700, WD 9801–9999, WI 7001–9999, WI ...J, WI ...L | WI ...A, WI ...C, WI ...E, WI ...F | WD 5001–6700, WD 8101–8200, WD 8601–8800, WD 9001–9100, WD 9301–9400, WI 5001–7000, WJ 1251–1400 | WJ ..Y, WJ ..V, WJ ..S, WJ ..X, WJ ..U, WI ..W         | WJ ..A             | WD, WI, WJ                                     |
| Targówek | WJ W2 2001–9999 | II I                                       | W J.., W J1A–J9M, W 1JF–1JH, W 091–130, A ..J W 1JA–1JE                          | WJ ...A*                                             | WH 0001–5000, WT 3001–5000, WJ ...C                                                                                | WJ ...A                            | WH 0001–1500, WJ 3001–4000, WJ 9001–9999                                                         | WT ..Y, WT ..V, WJ ..G                                 | WT ..A             | WH, WJ, WT                                     |
| Ursus | WK W6 7001–9999 | I I                                        | W K.., W 1KJ–9KU, A ..K W 1KA–9KE                                                | WK ...A*                                             | WH 5001–8000, WH 8001–8026, WK ...C, WK ...E                                                                       | WK ...A                            | WH 5001–5660, WH 8001–9999                                                                       | WX ..Y, WX ..R, WX ..P                                 | WX ..A             | WH, WK, WX                                     |
| Ursynów | WN W9 0001–7000 | II I                                       | W N.., W N1A–N9G, W N1J–N9Y, W 1NF–1NM, W AX1–AY9, W NT1–NV9, A ..N W 1NA–9NE    | WN ...A*                                             | WK 0001–4000, WK 4401–4500, WK 4701–5000, WN 0001–2000, WN 3001–8000                                               | WN ...A                            | WK 0001–1800, WK 4001–4400, WK 4501–4700, WN 2001–3000                                           | WU ..Y, WU ..V, WU ..L, WU ..S                         | WU ..A             | WK, WN, WU                                     |
| Wawer | WT W9 7001–9999 | I I                                        | W T.., W T.*, W FX1–FY9, W 1TF–9TJ, W 341–360, W 1KV–9KW, A ..W, A ..P W 1TA–9TE | WT ...A*                                             | WK 5001–9000, WT 1001–2000, WT 7001–9000                                                                           | WT ...A                            | WK 5001–6300, WK 9001–9999 WT 2001–3000                                                          | WX ..X, WX ..U, WX ..T, WX ..W                         | WX 01B–07B, WX ..F | WK, WT, WX                                     |
| Wesoła | WX ...Y*, WX ...X* W0 501Y–999Y, W2 ...Y | III (...X*) II                             | W M.., W .XF, W 1KX–9KY, W V1W–V9Y, A 1CW–9EE W 1MA–9ME                          | WY ...YW WY 501YX–999YX                              | WX ...X, WX 1001–3000                                                                                              | WX ...X, WX 1001–3000              | WX 0001–1000                                                                                     | WY 51V–99V, WY 01S–20S, WX 21S–25S, WY 21S–99S         | WY 51W–99W         | WX, WY                                         |
| Wilanów | WW ...F, WW ....G, WW ....H, WW ....J, WW ....W, WW ...G* W7 9001–9999                                                                                            | III (...G*) I                              | W L.., W 1LN–9LY, A ..T W 1LA–9LE                                                | WY ...W*                                             | WY 8001–8700, WY 8751–9050, WY 9101–9400, WY 9501–9999, WX 3001–4000, WW 4001–6000                                 | WW ...V                            | WY 8001–8350, WY 8701–8750, WY 9051–9100, WY 9401–9500, WY 9951–9999, WT 0001–1000               | WY ..Y, WY ..L, WW ..J                                 | WY ..A             | WT, WW, WX, WY                                 |
| Włochy | WW ....K, WW ....L, WW ....M, WW ....N, WW ....V, WW ....R, WW ....S, WW ....U, WW ....P, WW ....T, WW ...W*, WW ...X*, WW ...Y*, WW ...S*, WW ...T* W8 7001–9999 | III (...T*) I                              | W W.., W 1WN–9WY, A ..V W 1WA–9WE                                                | WW ...V*                                             | WY 5001–7000, WY 7501–8000, WW ...T, WW ...S                                                                       | WW ...W                            | WY 5001–5625, WY 7001–7500, WW ...U                                                              | WW ..Y, WW ..V                                         | WW ..A             | WW, WY                                         |
| Wola | WY (z wyjątkiem serii dla Sulejówka i cudzoziemców) W5 | III (...E*) I                              | W Y.., W Y*., A ..Y W 1YA–9YE                                                    | WY ...A*                                             | WF 0001–4000, WU 0021–3000, WY ...F, WY ...G, WY ...L                                                              | WY ...A, WY ...C                   | WF 0001–1550, WF 4001–5000, WY ...E                                                              | WK ..Y, WK ..V, WK ..T, WY ..P                         | WK ..A             | WF, WK, WU, WY                                 |
| Żoliborz | WX (z wyjątkiem serii dla Wesołej) W6 5001–7000, W1 ...Y | II I                                       | W X.., W X1A–X9M, A ..X W 1XA–9XE                                                | WX ...A*                                             | WF 5001–8000, WX ...C, WX ...E                                                                                     | WX ...A                            | WF 5001–5900, WF 8001–9999                                                                       | WN ..X, WN ..U, WX ..E                                 | WN ..C             | WF, WN, WX                                     |
| Sulejówek | WY ...YY, WY 001YW–017YW W0 001Y–500Y | –                                          | –                                                                                | WY 001YX–500YX                                       | WY 001X–017X | WY 990X, 991X                      | WU 0001–0011                                                                                     | WY 01V–50V                                             | WY 01W–50W         | WU, WY                                         |
| cudzoziemcy | WY ....Y, WY ....V, WY ....W, WY ....X, WY ...V*, WY ...X*, WY ...Y* W0 ...A, W0 501V–999V, W2 ...V – W5 ...V                                                     | III (...YK) II                             | W V.., W 1VC–9VE, W .CJ, W 991–999, A 001–300 W .VA                              | WY ...Y* (z wyjątkiem serii dla Wesołej i Sulejówka) | WY 0001–0300, WY 0401–1200, WY 1301–1600, WY 1701–2000, WY 021X–100X, WY 201X–600X, WY 701X–989X, WY ...V          | WY ...Y                            | WY 0001–0065, WY 0301–0400, WY 1201–1300, WY 1601–1700 WY 1801–1900, WY 101X–200X, WY 601X–700X  | WF ..Y                                                 | WF ..A             | WF, WY                                         |
| W powyższym zestawieniu znak „.” zastępuje dowolną cyfrę, „*” zastępuje dowolną literę z dopuszczalnego zbioru, kolor niebieski oznacza zakres tablic wydany dwukrotnie (na dwa typy pojazdów lub w dwóch różnych ośrodkach), pusta komórka – brak danych. 1. 2. 3. 4. 5. 6. 7. 8. 9. 10. 11. 12. 13. 14. 15. | |                                            |                                                                                  |                                                      | |                                    |                                                                                                  |                                                        |                    |                                                |

## Historyczne tablice rejestracyjne
Pierwszy polski wzór tablic rejestracyjnych wprowadzono w 1922. Kolejne wzory wprowadzano w 1937, 1944, 1946 (dwukrotnie), 1950, 1956 i 1976.

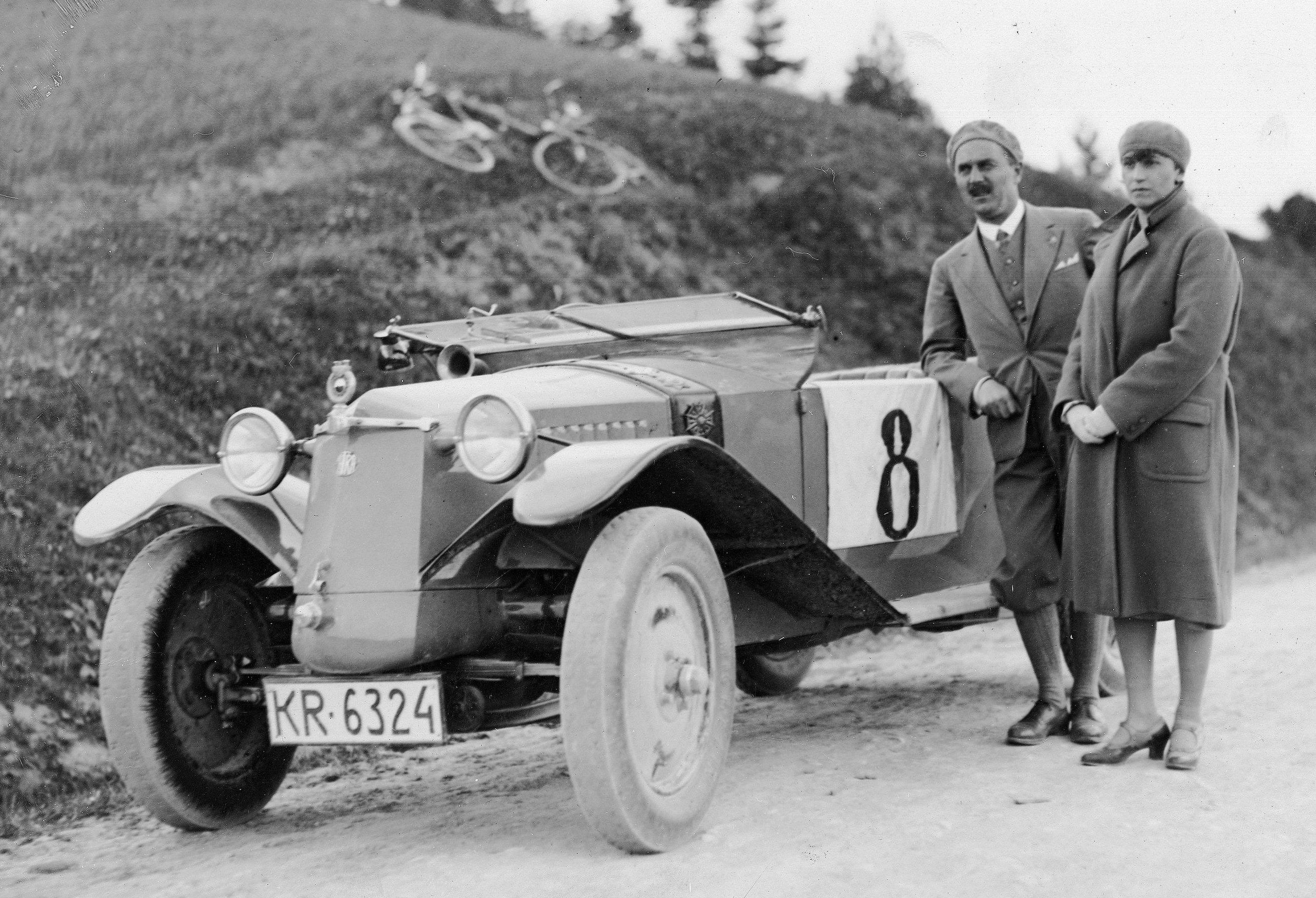
Samochód Tatra z tablicą rejestracyjną z lat 1922–1937
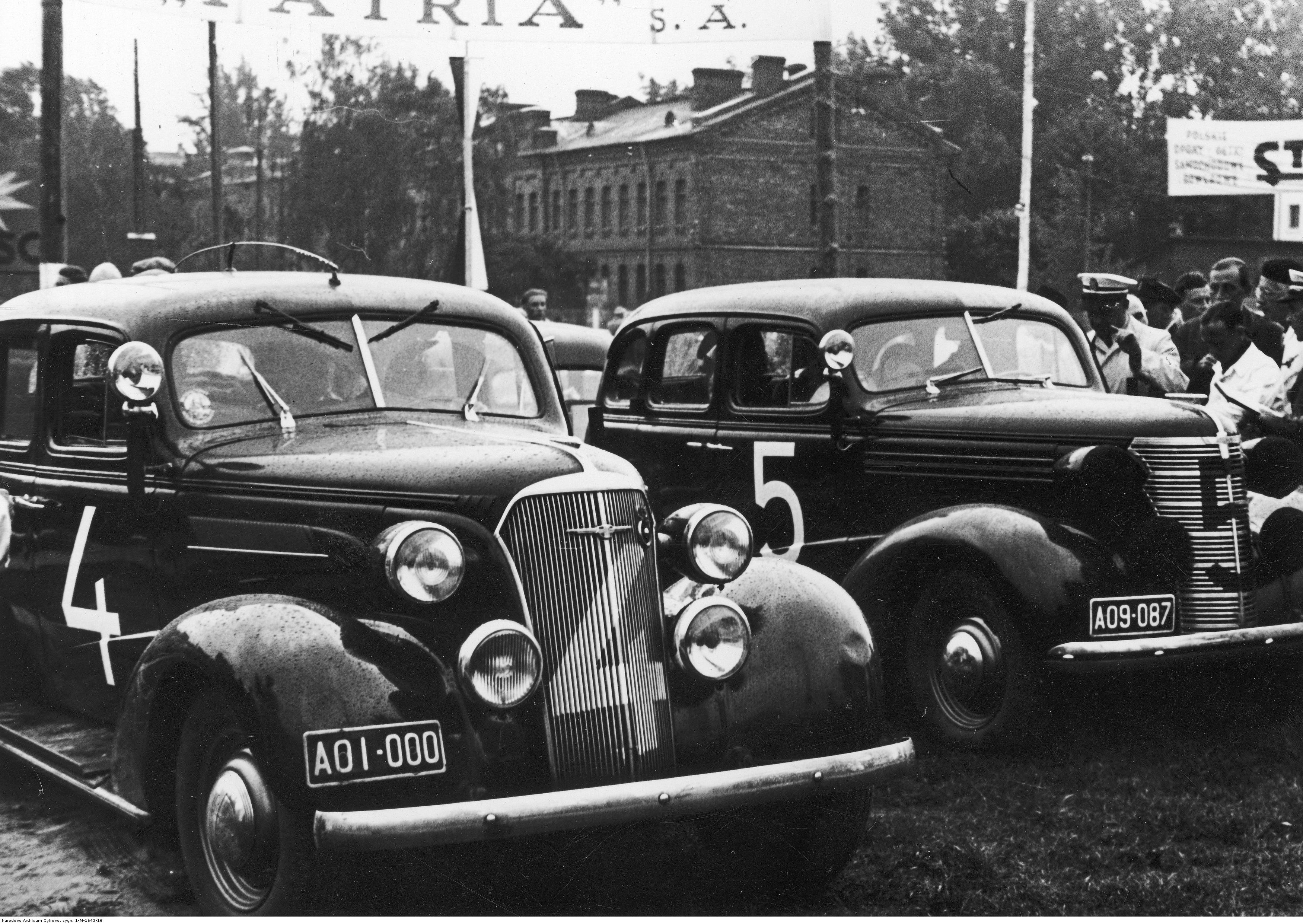
Samochody Chevrolet z tablicami według wzoru z 1937
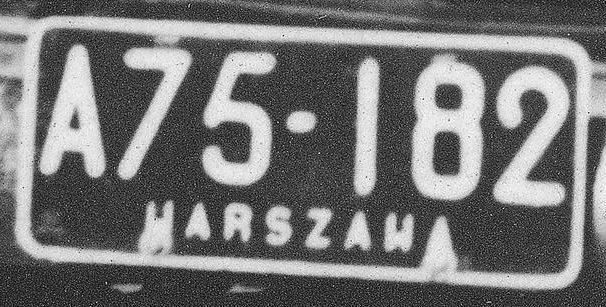
Tablica rejestracyjna według wzoru z 1946
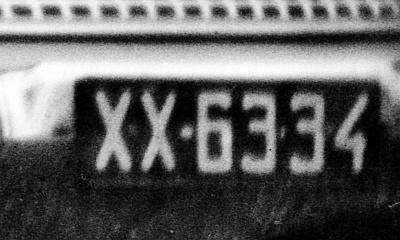
Tablica rejestracyjna z lat 1956–1976
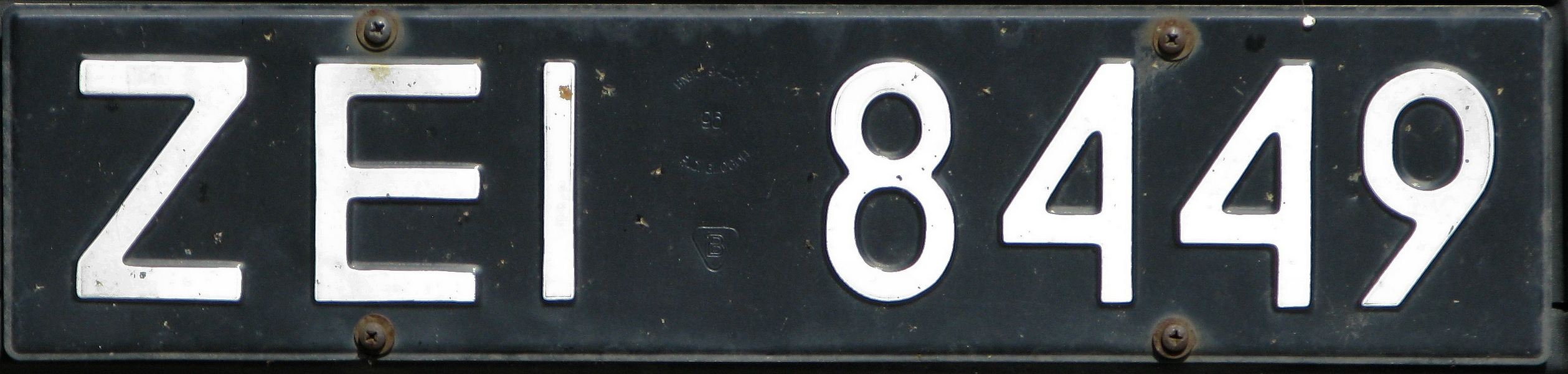
Tablica rejestracyjna z lat 1976–2000

## Liczba samochodów w Polsce na przestrzeni dziejów
W Polsce w 1926 roku było ok. 16,5 tys. samochodów. Dla porównania w tym samym roku w Stanach Zjednoczonych poruszały się po drogach 22 miliony samochodów (na jeden samochód w USA przypadało 5,4 mieszkańca), zaś we wszystkich pozostałych państwach świata – nieco ponad 5 milionów.
- 1 stycznia 1937 – 37 468 (1 samochód na 1000 mieszkańców)
- 1 stycznia 1956 – 82 680 (3 samochody na 1000)
- 1 stycznia 1970 – 479 400 (15 samochodów na 1000)
- 1 stycznia 1976 – 1 321 040 (39 samochodów na 1000)
- 1 stycznia 1990 – 5 244 000 (138 samochodów na 1000)
- 1 stycznia 2000 – 9 991 000 (~265 samochodów na 1000)
- 1 stycznia 2006 – 13 384 229 (350 samochodów na 1000)
- 1 stycznia 2008 – 16 079 533 (420 samochodów na 1000)
- 1 stycznia 2010 – 17 239 800 (450 samochodów na 1000)
- 1 stycznia 2012 – 18 744 412 (490 samochodów na 1000)
- 1 stycznia 2014 – 20 003 863 (530 samochodów na 1000)